# Presidenti del Senato francese e delle camere assimilate
Questa voce elenca i presidenti del Senato francese e le camere associate.

## Elenco
Direttorio (1795–1799) 
Presidente del Consiglio degli Anziani
| #    | Presidente                                                | Ritratto | Mandato           | Mandato           |
| #    | Presidente                                                | Ritratto | Inizio            | Fine              |
| ---- | --------------------------------------------------------- | -------- | ----------------- | ----------------- |
| 1    | Claude Antoine Rudel (1719–1807)                          |          | 28 ottobre 1795   | 28 ottobre 1795   |
| 2    | Louis-Marie de La Révellière-Lépeaux (1753-1824)          |          | 28 ottobre 1795   | 2 novembre 1795   |
| 3    | Pierre-Charles-Louis Baudin (1748–1799)                   |          | 2 novembre 1795   | 23 novembre 1795  |
| 4    | François Denis Tronchet (1726–1806)                       |          | 23 novembre 1795  | 22 dicembre 1795  |
| 5    | Théodore Vernier (1731–1818)                              |          | 22 dicembre 1795  | 22 gennaio 1796   |
| 6    | Guillaume François Charles Goupil de Préfelne (1727–1801) |          | 22 gennaio 1796   | 20 febbraio 1796  |
| 7    | Claude Ambroise Régnier (1736–1814)                       |          | 20 febbraio 1796  | 21 marzo 1796     |
| 8    | Jacques Antoine Creuzé-Latouche (1749–1800)               |          | 21 marzo 1796     | 20 aprile 1796    |
| 9    | Jean-Barthélemy Lecouteulx de Canteleu (1749–1818)        |          | 20 aprile 1796    | 20 maggio 1796    |
| 10   | Charles François Lebrun (1739–1824)                       |          | 20 maggio 1796    | 19 giugno 1796    |
| 11   | Jean Étienne Marie Portalis (1746–1807)                   |          | 19 giugno 1796    | 19 luglio 1796    |
| 12   | Jean Dussaulx (1728–1799)                                 |          | 19 luglio 1796    | 18 agosto 1796    |
| 13   | Honoré Muraire (1750–1837)                                |          | 18 agosto 1796    | 23 settembre 1796 |
| 14   | Roger Ducos (1747–1816)                                   |          | 23 settembre 1796 | 22 ottobre 1796   |
| 15   | Jean-Girard Lacuée (1752–1841)                            |          | 22 ottobre 1796   | 21 novembre 1796  |
| 16   | Jean-Jacques Bréard (1751–1840)                           |          | 21 novembre 1796  | 21 dicembre 1796  |
| 17   | Boniface Paradis (1751–1823)                              |          | 21 dicembre 1796  | 20 gennaio 1797   |
| 18   | Sébastien Ligeret de Beauvais (1736–1797)                 |          | 20 gennaio 1797   | 19 febbraio 1797  |
| 19   | Joseph Clément Poullain de Grandprey (1744–1826)          |          | 19 febbraio 1797  | 21 marzo 1797     |
| 20   | Jean François Bertrand Delmas (1751–1798)                 |          | 21 marzo 1797     | 20 aprile 1797    |
| 21   | Edme-Bonaventure Courtois (1754–1816)                     |          | 20 aprile 1797    | 20 maggio 1797    |
| 22   | François Barbé-Marbois (1745–1837)                        |          | 20 maggio 1797    | 19 giugno 1797    |
| 23   | Louis Bernard de Saint-Affrique (1744–1825)               |          | 19 giugno 1797    | 19 luglio 1797    |
| 24   | Pierre Samuel du Pont de Nemours (1739–1817)              |          | 19 luglio 1797    | 18 agosto 1797    |
| 25   | André-Daniel Laffon de Ladebat (1746–1829)                |          | 18 agosto 1797    | 4 settembre 1797  |
| 26   | Jean-Antoine Marbot (1754–1800)                           |          | 6 settembre 1797  | 23 settembre 1797 |
| 27   | Emmanuel Crétet (1747–1809)                               |          | 23 settembre 1797 | 22 ottobre 1797   |
| 28   | Jean-Pierre Lacombe-Saint-Michel (1751–1812)              |          | 22 ottobre 1797   | 21 novembre 1797  |
| 29   | Jean François Philibert Rossée (1745–1832)                |          | 21 novembre 1797  | 21 dicembre 1797  |
| 30   | Jean-Baptiste Marragon (1741–1829)                        |          | 21 dicembre 1797  | 20 gennaio 1798   |
| 31   | Jean Rousseau (1738–1813)                                 |          | 20 gennaio 1798   | 19 febbraio 1798  |
| 32   | Pardoux Bordas (1748–1842)                                |          | 19 febbraio 1798  | 21 marzo 1798     |
| 33   | Étienne Mollevaut (1744–1816)                             |          | 21 marzo 1798     | 20 aprile 1798    |
| 34   | Jacques Poisson de Coudreville (1746–1821))               |          | 20 aprile 1798    | 20 maggio 1798    |
| (7)  | Claude Ambroise Régnier (1736–1814)                       |          | 20 maggio 1798    | 19 giugno 1798    |
| (26) | Jean-Antoine Marbot (1754–1800)                           |          | 19 giugno 1798    | 19 luglio 1798    |
| 35   | Étienne Majanaud Bizefranc de Lavaux (1751–1828)          |          | 19 luglio 1798    | 18 agosto 1798    |
| 36   | Pierre Antoine Lalloy (1749–1846)                         |          | 18 agosto 1798    | 23 settembre 1798 |
| 37   | Benoît Michel Decomberousse (1754–1841)                   |          | 23 settembre 1798 | 22 ottobre 1798   |
| 38   | Emmanuel Pérès de Lagesse (1752–1833)                     |          | 22 ottobre 1798   | 21 novembre 1798  |
| 39   | Jean-Augustin Moreau de Vormes (?–?)                      |          | 21 novembre 1798  | 21 dicembre 1798  |
| 40   | Jean-Baptiste Perrin des Vosges (1754–1815)               |          | 21 dicembre 1798  | 20 gennaio 1799   |
| 41   | Dominique Joseph Garat (1749–1833)                        |          | 20 gennaio 1799   | 19 febbraio 1799  |
| 42   | Jean-Aimé Delacoste (1740–1815)                           |          | 19 febbraio 1799  | 21 marzo 1799     |
| 43   | Mathieu Depère (1746–1825)                                |          | 21 marzo 1799     | 20 aprile 1799    |
| 44   | Claude-Pierre de Delay d'Agier (1750–1827)                |          | 20 aprile 1799    | 20 maggio 1799    |
| 45   | Charles Claude Christophe Gourdan (1744–1804)             |          | 20 maggio 1799    | 19 giugno 1799    |
| (3)  | Pierre-Charles-Louis Baudin (1748–1799))                  |          | 19 giugno 1799    | 19 luglio 1799    |
| 46   | Louis-Thibaut Dubois-Dubais (1743–1834)                   |          | 19 luglio 1799    | 18 agosto 1799    |
| 47   | Mathieu-Augustin Cornet (1750–1832)                       |          | 18 agosto 1799    | 24 settembre 1799 |
| 48   | Joseph Cornudet des Chaumettes (1755–1834)                |          | 24 settembre 1799 | 23 ottobre 1799   |
| 49   | Louis-Nicolas Lemercier (1755–1849)                       |          | 23 ottobre 1799   | 10 novembre 1799  |

 Consolato (1799–1804) 
Presidente del Senato conservatore
| # | Presidente                                 | Ritratto | Mandato          | Mandato          |
| # | Presidente                                 | Ritratto | Inizio           | Fine             |
| - | ------------------------------------------ | -------- | ---------------- | ---------------- |
| 1 | Emmanuel-Joseph Sieyès (1748–1836)         |          | 27 dicembre 1799 | 13 febbraio 1800 |
| 2 | François Barthélemy {(1747–1830)           |          | 13 febbraio 1800 | 27 febbraio 1801 |
| 3 | François Denis Tronchet (1726–1806)        |          | 27 febbraio 1801 | 2 agosto 1801    |
| 4 | François Christophe Kellermann (1735–1820) |          | 2 agosto 1801    | 18 gennaio 1802  |
| 5 | Louis-Nicolas Lemercier (1755–1849)        |          | 18 gennaio 1802  | 4 agosto 1802    |

 Primo Impero francese (1804-1814) 
Presidente del Senato conservatore
| #   | Presidente                                        | Ritratto | Mandato        | Mandato        |
| #   | Presidente                                        | Ritratto | Inizio         | Fine           |
| --- | ------------------------------------------------- | -------- | -------------- | -------------- |
| 1   | Nicolas-Louis François de Neufchâteau (1750–1828) |          | 19 maggio 1804 | 19 maggio 1806 |
| 2   | Gaspard Monge (1746–1818)                         |          | 19 maggio 1806 | 1º luglio 1807 |
| 3   | Bernard Germain de Lacépède (1756–1825)           |          | 1º luglio 1807 | 1º luglio 1808 |
| 4   | Jean-Denis-René de Saint-Vallier (1756–1824)      |          | 1º luglio 1808 | 1º luglio 1809 |
| 5   | Germain Garnier (1754–1821)                       |          | 1º luglio 1809 | 1º luglio 1811 |
| (3) | Bernard Germain de Lacépède (1756–1825)           |          | 1º luglio 1811 | 1º luglio 1813 |
| 6   | François Barthélemy (1747–1830)                   |          | 1º luglio 1813 | 14 aprile 1814 |

 Restaurazione Borbonica (1814–1830) 
Presidente della Camera dei pari
| # | Presidente                                   | Ritratto | Mandato          | Mandato          |
| # | Presidente                                   | Ritratto | Inizio           | Fine             |
| - | -------------------------------------------- | -------- | ---------------- | ---------------- |
| 1 | Charles-Henri Dambray (1760-1829)            |          | 4 giugno 1814    | 20 marzo 1815    |
| 2 | Jean-Jacques-Régis de Cambacérès (1753-1824) |          | 2 giugno 1815    | 7 luglio 1815    |
| 3 | Charles-Henri Dambray (1760–1829)            |          | 12 ottobre 1815  | 12 dicembre 1829 |
| 4 | Claude-Emmanuel de Pastoret (1755–1840)      |          | 17 dicembre 1829 | 3 agosto 1830    |

 Monarchia di luglio (1830–1848) 
Presidente della Camera dei pari
| # | Presidenti                         | Ritratto | Mandato       | Mandato          |
| # | Presidenti                         | Ritratto | Inizio        | Fine             |
| - | ---------------------------------- | -------- | ------------- | ---------------- |
| 1 | Étienne-Denis Pasquier (1767–1862) |          | 3 agosto 1830 | 24 febbraio 1848 |

 Secondo Impero francese (1852-1870) 
 Presidente del Senato
| # | Presidente                            | Ritratto | Mandato          | Mandato          | Partito politico | Partito politico |
| # | Presidente                            | Ritratto | Inizio           | Fine             | Partito politico | Partito politico |
| - | ------------------------------------- | -------- | ---------------- | ---------------- | ---------------- | ---------------- |
| 1 | Jérôme Bonaparte (1784–1860)          |          | 28 gennaio 1852  | 30 novembre 1852 |                  | Bonapartista     |
| 2 | Raymond-Theodore Troplong (1795–1869) |          | 30 dicembre 1852 | 1º marzo 1869 †  |                  | Bonapartista     |
| 3 | Adrien Marie Devienne (1802–1883)     |          | 3 marzo 1869     | 20 luglio 1869   |                  | Bonapartista     |
| 4 | Eugène Rouher (1814–1884)             |          | 20 luglio 1869   | 4 settembre 1870 |                  | Bonapartista     |

 Terza Repubblica francese (1870–1940) 
Presidente del Senato
| #  | Presidente                               | Ritratto | Mandato          | Mandato          | Partito politico | Partito politico      |
| #  | Presidente                               | Ritratto | Inizio           | Fine             | Partito politico | Partito politico      |
| -- | ---------------------------------------- | -------- | ---------------- | ---------------- | ---------------- | --------------------- |
| 1  | Gaston Audiffret-Pasquier (1823–1905)    |          | 13 marzo 1876    | 15 gennaio 1879  |                  | Legittimista          |
| 2  | Louis Martel (1813–1892)                 |          | 15 gennaio 1879  | 25 maggio 1880   |                  | Repubblicani Moderati |
| 3  | Léon Say (1826–1896)                     |          | 25 maggio 1880   | 30 gennaio 1882  |                  | Repubblicani Moderati |
| 4  | Philippe Le Royer (1816–1897)            |          | 2 febbraio 1882  | 24 febbraio 1893 |                  | Repubblicani Moderati |
| 5  | Jules Ferry (1832–1893)                  |          | 24 febbraio 1893 | 17 marzo 1893    |                  | Repubblicani Moderati |
| 6  | Paul-Armand Challemel-Lacour (1827–1896) |          | 27 marzo 1893    | 16 gennaio 1896  |                  | Repubblicani Moderati |
| 7  | Émile Loubet (1838–1929)                 |          | 16 gennaio 1896  | 21 febbraio 1899 |                  | Repubblicani Moderati |
| 8  | Armand Fallières (1841–1931)             |          | 3 marzo 1899     | 13 febbraio 1906 |                  | Alleanza Democratica  |
| 9  | Antonin Dubost (1844–1921)               |          | 16 febbraio 1906 | 14 gennaio 1920  |                  | Indipendente          |
| 10 | Léon Bourgeois (1851–1925)               |          | 14 gennaio 1920  | 22 febbraio 1923 |                  | Partito Radicale      |
| 11 | Gaston Doumergue (1863–1937)             |          | 22 febbraio 1923 | 17 giugno 1924   |                  | Partito Radicale      |
| 12 | Justin de Selves (1848–1934)             |          | 19 giugno 1924   | 14 gennaio 1927  |                  | Alleanza Democratica  |
| 13 | Paul Doumer (1857–1932)                  |          | 14 stycznia 1927 | 11 czerwca 1931  |                  | Indipendente          |
| 14 | Albert Lebrun (1871–1950)                |          | 11 giugno 1931   | 3 giugno 1932    |                  | Alleanza Democratica  |
| 15 | Jules Jeanneney (1864–1957)              |          | 3 giugno 1932    | 10 luglio 1940   |                  | Partito Radicale      |

 Quinta Repubblica francese (1946–1958) 
Presidente del Consiglio della Repubblica
| # | Presidente                              | Ritratto | mandato          | mandato        | Partito politico | Partito politico                |
| # | Presidente                              | Ritratto | Inizio           | Fine           | Partito politico | Partito politico                |
| - | --------------------------------------- | -------- | ---------------- | -------------- | ---------------- | ------------------------------- |
| 1 | Auguste Champetier de Ribes (1882–1947) |          | 27 dicembre 1946 | 6 marzo 1947   |                  | Movimento Repubblicano Popolare |
| 2 | Gaston Monnerville (1897–1991)          |          | 18 marzo 1947    | 4 ottobre 1958 |                  | Partito Radicale                |

 Quinta Repubblica francese (dal 1958) 
Presidente del Senato
| #   | Presidente                     | Ritratto | Mandato         | Mandato           | Partito politico | Partito politico                 |
| #   | Presidente                     | Ritratto | Inizio          | Fine              | Partito politico | Partito politico                 |
| --- | ------------------------------ | -------- | --------------- | ----------------- | ---------------- | -------------------------------- |
| 1   | Gaston Monnerville (1897–1991) |          | 4 ottobre 1958  | 2 ottobre 1968    |                  | Partito Radicale                 |
| 2   | Alain Poher (1909–1996)        |          | 2 ottobre 1968  | 2 ottobre 1992    |                  | CD, UDF-CDS                      |
| 3   | René Monory (1923–2009)        |          | 2 ottobre 1992  | 1º ottobre 1998   |                  | UDF-CDS, UDF-FD                  |
| 4   | Christian Poncelet (1928-2020) |          | 2 ottobre 1998  | 1º ottobre 2008   |                  | RPR/UMP                          |
| 5   | Gérard Larcher (1949-)         |          | 1º ottobre 2008 | 1º ottobre 2011   |                  | Unione per un Movimento Popolare |
| 6   | Jean-Pierre Bel (1951-)        |          | 1º ottobre 2011 | 30 settembre 2014 |                  | Partito Socialista (Francia)     |
| (5) | Gérard Larcher (1949-)         |          | 1º ottobre 2014 | in carica         |                  | UMP/LR                           |